# Lager Hahn
Das Lager Hahn war in der Zeit des Nationalsozialismus ein Arbeitslager für Zwangsarbeiter. Es befand sich im heutigen Ortsteil Hahn-Lehmden der Gemeinde Rastede im Ammerland in Niedersachsen.
Bereits im Ersten Weltkrieg diente das benachbarte Gut Hahn als Kriegsgefangenenlager. Im Zweiten Weltkrieg ab 1940 wurde das Lager Hahn zur Unterbringung von osteuropäischen, vorwiegend polnischen Zwangsarbeitern genutzt. Auf dem Friedhof Rastede befinden sich noch heute die Gräber von 191 zumeist polnischen Kindern, die in dieser Zeit dort ums Leben kamen. Nach Ende des Krieges diente das Lager zunächst zur Unterbringung von „Displaced Persons“ und anschließend von DDR-Flüchtlingen. Bis 1974 war das Gelände im Besitz der Bundeswehr, die hier ein Materiallager unterhielt. Heutzutage werden die verbliebenen Gebäude zu Wohnzwecken und von kleineren Betrieben genutzt. Auf dem Gelände befindet sich ein Solarpark.